# جام جونه
علاءالدین جام جونة بن بابنیه دومین فرمانروای جامیان سند بود که دستی هم در شعر فارسی داشت. او دو دوره به حکومت رسید که نخستین دورهٔ حکومت او ۷۶۸-۷۷۲ق و دومین دورهٔ آن ۷۷۱-۷۹۱ق بوده‌است.

## زندگی
جامیان عنوان سلسله‌ای از پادشاهان مسلمان است که طی سده‌های ۸ تا ۱۰ق (۱۴-۱۵م) بر سند حکومت کردند. در نسب، جام‌ها از قبایل سمه و بومی منطقهٔ سند (امروزه در پاکستان) بودند.
پس از مرگ بنیان‌گذار سلسلهٔ جامیان، فیروزالدین شاه جام انر بن بانبینه، در دورهٔ حکومت مشترک برادر او، علاءالدین جام جونه (نخستین دورهٔ حکومت: ۷۵۳-۷۶۸ق)، و صدرالدین جام بانبینه (حک‍ ۷۵۳-۷۶۸ق) دامنهٔ متصرفات جامیان تا بهکر گسترش یافت (بکری، همانجا؛ فرشته، ۲/۳۱۷).
وی در آغاز به انتقام خون برادرش، دست به کشتار ترکان در بهکر زد. عده‌ی بسیاری از ایشان گریختند. استقلال شاهان سمّه از این زمان آغاز شد. در ۷۶۷ق/۱۳۶۵م سلطان فیروزشاه تغلقی برای تصرف تهته، تختگاه جامیان، به آن ناحیه رفت. این لشکرکشی یک سال ادامه یافت و سرانجام با وساطت عارف بزرگ، جلال‌الدین حسین بخاری، و پس از اطاعت دو حکمران جام، تهته به تصرف سلطان فیروزشاه درآمد.
به خواست سلطان، جام جونه و بانبینه را – که شمس سراج از او با نام بانهبنه یاد کرده‌است – به دهلی بردند. در غیاب آن‌ها حکومت تهته توسط خیرالدین جام طغاچی، پسر علاءالدین جام جونه، و رکن‌الدین شاه جام تماچی (نخستین دورهٔ حکومت: ۷۶۸-۷۷۲ق)، برادر صدرالدین جام بانبینه، اداره می‌شد. تماچی پس از مدتی بر سلطان دهلی طغیان کرد و فیروزشاه، جام جونه را برای آرام کردن او به تهته فرستاد و او موفق شد تماچی را به دهلی ببرد (شمس سراج، ۲۴۰، ۲۴۲-۲۴۳، ۲۴۵، ۲۴۷، ۲۵۴؛ ماهرو، ۱۸۶). به گفتهٔ شمس سراج (همانجا)، سلطان تغلق‌شاه (سل‍ ۷۹۰-۷۹۱ق) پس از جلوس، بانبینه را به سبب خدماتش، به حکومت تهته تعیین کرد، اما او در راه بازگشت به تهته درگذشت و جام جونه دومین‌بار به حکومت رسید (قس: راشدی، همانجا، که تاریخ دومین مرتبهٔ حکومت علاءالدین جام جونه را ۷۷۱-۷۹۱ق آورده‌است).

## شعر
قدیمی‌ترین اثری که از کوشش‌های مردم سند به منظور سرودن اشعار فارسی در دست است مصراع زیر از جام جونه دومین فرمانروای سلسلهٔ سمه است که ضمن بیان تأسف از رفتار ناپسند خود نسبت به فیروز شاه تغلق فی‌البداهه گفت:
| شاه بخشنده توئی بندهٔ شرمنده منم |

## پی‌نوشت
1. ↑  سیدحسین‌زاده، «جلد ۱۷، ذیل «جامیان»»، دائرةالمعارف بزرگ اسلامی.
2. ↑  اسلم‌بیگ، «ذیل «سمه»»، دانش‌نامهٔ جهان اسلام.
3. ↑  اسلم‌بیگ، «ذیل «سمه»»، دانش‌نامهٔ جهان اسلام.
4. ↑  سیدحسین‌زاده، «جلد ۱۷، ذیل «جامیان»»، دائرةالمعارف بزرگ اسلامی.
5. ↑  سیدحسین‌زاده، «جلد ۱۷، ذیل «جامیان»»، دائرةالمعارف بزرگ اسلامی.
6. ↑  سدارنگانی، پارسی‌گویان هند و سند.